# Balão Cativo
Balão Cativo é o segundo volume das memórias do médico e escritor mineiro Pedro Nava, “dedicado à recuperação da infância do autor [...] e sua transição do ambiente doméstico para o mais público dos colégios”. Recebeu o prêmio da Associação Paulista de Críticos de Arte e o prêmio Machado de Assis.

## Resumo
A obra, publicada em 1973, narra os acontecimentos após a morte do pai, em 1911, quando a família (Pedro, seus irmãos mais novos e a mãe, Diva Mariana Jaguaribe Nava) retorna a Juiz de Fora, onde moram os avós maternos do autor. “São anos difíceis os passados no sobrado nada acolhedor da avó materna, Inhá Luísa”. Lá retorna ao Colégio Andrès (onde permaneceu pouco tempo porque a mãe atrasou o pagamento das mensalidades) e depois vai para o Colégio Lucindo Filho, do Professor Machado Sobrinho, onde se ministrava “instrução ‘principalmente moral’, ‘sobretudo cívica’”. Com a morte da avó materna, em 1913, a família muda-se a 25 de dezembro para Belo Horizonte, indo morar no bairro Floresta. Lá Nava cursa o terceiro e quarto primário, em 1914-15, no Ginásio Anglo-Mineiro, que segue o modelo educacional inglês e criado para dotar a capital mineira de uma instituição moderna, “que fosse, em Minas, o seu Eton e o anti-Caraça”.
Em 29 de fevereiro de 1916 Nava viaja de trem, sozinho, para o Rio de Janeiro onde morará com os tios Antônio Salles e Alice (irmã de seu pai) na Pensão Moss, na Rua Haddock Lobo, 252, no Engenho Velho e fará vestibular para o internato do Colégio Pedro II, onde ingressará em 4 de abril de 1916 no primeiro ano ginasial. O tio, homem dedicado às letras, com ideias progressistas e liberais que transmite ao sobrinho, o levará à Livraria Garnier, reduto de intelectuais, e a passeios pelo Centro carioca (“Devo a meu tio e a estes passeios o amor que nutro pelas casa velhas do Rio antigo”). A narração dos anos no internato do Colégio Pedro II, que ocupa o último capítulo do livro, “Morro do Barro Vermelho”, prosseguirá no volume seguinte, Chão de Ferro.
O título, “Balão Cativo”, refere-se a um balão preso por cordas e que por isso não consegue ganhar altura. O termo é mencionado duas vezes na obra. A primeira, no Capítulo II, quando contrasta os céus mineiros com aqueles do litoral:

Só paisagens de Minas. De suas estradas, de suas montanhas, de seus horizontes perdidos — cheios daqueles cúmulos-nimbos e alticúmulos como só se veem das serras alcandoradas das nossas Gerais — não como os balões cativos de paina dos litorais, mas como a sucessão de degraus invertidos que se afastam nas perspectivas infinitas.
A segunda menção ocorre no Capítulo III quando fala de um velho livro de contos de Andersen, que o faz viajar pela imaginação, mas “apenas num balão cativo [...] de que a roldana vai puxar o cabo e fazê-lo voltar inexoravelmente ao chão!”.
A obra abrange o período de formação do autor, rememorando em detalhes sua vivência e aprendizado nos colégios Anglo-Mineiro e Dom Pedro II e no convívio com o tio Salles. Como tal, compara-se a O Ateneu, clássico brasileiro de Raul Pompeia sobre a vida escolar, do qual um trecho é citado em Balão Cativo.

## Capítulos
A obra divide-se em 4 capítulos, cujos nomes são todos topônimos:
Capítulo I: MORRO DO IMPERADOR
O Morro do Imperador é o “mais alto dos que circulam a cidade” de Juiz de Fora. O capítulo narra o período em que Pedro, a mãe e irmãos ficam morando no sobrado da avó materna em Juiz de Fora. Desfila aqui toda uma galeria de familiares, negrinhas e mulatas crias da casa, moradores da cidade: prima Maria Luísa Paleta, tias Rolinha e Berta, bisavó Clodes, tio Dominguinhos etc. O único ausente é o Major, marido de Inhá Luísa, que "fugiu" da fúria da esposa para outras plagas. O capítulo conta também uma viagem ao Rio de Janeiro no final de 1911 para a visita ao cemitério no Dia de Finados. Aqui Nava esboça uma história dos cemitérios do Rio de Janeiro.
O menino Pedro já descobre uma vocação que o acompanhará vida afora: flanar pela cidade. Para isso, dava um jeito de "fugir" do colégio.

“O colégio era de uma caceteação mortal. Quando estava demais, eu disfarçava, pedia para ir lá fora, volteava a casa, saía pelo portãozinho de cima e ia banzar para o jardim da Matriz: ia escorregar nos gramados em rampa da igreja de São Sebastião; ia deslizar monte abaixo, sentado numa tábua, nos desbarrancamentos do plano inclinado que o Saint-Clair estava construindo no morro do Imperador; ia correr sozinho entre as árvores, as araras e os irerês do Parque Halfeld. Ninguém no colégio dava por minha falta e aos poucos fui aperfeiçoando minhas fugas, descobrindo a técnica das gazetas. Explorava a cidade.”
 Nessa época, Pedro recebe dos colegas, no recreio, uma “sólida introdução à pornografia e à sacanagem”, e aprende a pesquisar palavrões no dicionário. Toma conhecimento também, através de um mico enforcado e depois mal sepultado, do fenômeno da decomposição do corpo após a morte, espécie de obsessão que o acompanhará vida afora. “Pobres, pobres, pobres mortos! Vocês estouram como nas Danças macabras e no afresco horrendo do Triunfo da morte, do Campo-Santo de Pisa. Ficam verdes, amarelos, roxos, furta-cor, engordam e murcham, crescem e minguam, emitem gases e o artifício dos fogos-fátuos!” Com a morte da avó, a família decide mudar para Belo Horizonte.
Capítulo II: SERRA DO CURRAL
A Serra do Curral está ligada às origens de Belo Horizonte. O capítulo começa com a chegada da família em Belo Horizonte, onde se hospeda por quinze dias em casa de tio Júlio e tia Joaninha, de regime espartano, onde se acordava às quatro e meia da madrugada, tomava-se café às cinco (“torrada escorrendo manteiga, café com leite, pratarradas de mingau de fubá com açúcar e queijo picado, broa de milho, mãe-benta”), às cinco e meia todos os “marmanjos” já haviam saído, “trabalhando ou trocando perna na rua”, e às dez horas em ponto estavam todos de volta para o almoço (“Tudo nadava em banha de porco”). Depois a família se instala numa casa na Rua Januária, 327, no bairro de Floresta.
Em Belo Horizonte Pedro trava conhecimento com a solidão, sua companheira vitalícia (Solitude, ma camarade). Também ali faz seus passeios exploratórios — “os périplos indizíveis que me entregariam Belo Horizonte” — e traça um paralelo entre Paris e a capital mineira. Em 1914-15 cursa o Ginásio Anglo-Mineiro, tentativa de trazer um ensino “moderno” para uma sociedade conservadora, de curta duração: manteve-se em atividade apenas esses dois anos. Na biblioteca do colégio Pedro deleita-se com “os livros — nossos escravos da lâmpada, amigos de sempre, senhores despóticos de nosso tempo”. Através deles, “o mundo foi se abrindo para meus onze anos e multidões passaram a desfilar diante de meus olhos”.
Capítulo III: ENGENHO VELHO
Engenho Velho| é o bairro onde moram os tios de Nava, Antônio Salles e Alice, na Pensão Moss, uma “casa de hospedar” de um gênero que não existe mais. “No princípio do século elas enxameavam [...] Serviam de residência a altos funcionários, a militares entre major e general, a comerciantes na altura da gerência [...]” No escritório do tio, “as seis estantes chegando quase ao teto, suas tábuas vergando aos peso daquele mundo de livros” alimentam o gosto pela leitura do autor. “Depois da biblioteca do Anglo que eu esgotara, eu tinha ali rumas de literatura nacional, portuguesa, inglesa, francesa.” “O que ele [o tio] mandava é que eu lesse. O que fosse. Livro. Revista. Jornal. Até catálogo de telefone. Tudo era sagrado porque tudo era letra impressa.”
Com o tio, passeia no Centro e conhece a Livraria Garnier (“Lembro até hoje a primeira vez que entrei na livraria ilustre”), frequentada por João do Rio (“gorducho, cifótico, bedonante e daquela polidez exemplar”), pela poetisa Gilka Machado, por Coelho Neto (“guardei bem sua figura de olhos esbugalhados, seus óculos de míope, seu cabelo en brosse, sua testa curta, sua mofina estatura”), Lima Barreto (“estava que nem gambá, todo ardido e suado de vir rolando dos seus subúrbios”), Alberto de Oliveira (“o deus de bigodes encerados”).
Ao narrar os passeios pelo Rio antigo com o tio, Nava discorre sobre sua destruição recente — “Uma cidade americana está sendo erigida sobre os escombros da cidade francesa que Passos construíra, derrubando a primitiva portuguesa” — e faz uma declaração de amor à cidade: 
“O lugar onde eu moro é a Muito Leal e Heroica Cidade de São Sebastião do Rio de Janeiro. É a cidade de Estácio e Salvador de Sá. [...] A de Machado de Assis e João do Rio. [...] A de Vinicius. [...] Esta é a minha cidade, saudade! a cidade que escolhi para vida, paixão e morte do mineiro despencado do seu Caminho Novo. A cidade onde todos se abraçam no mesmo bloco e seguem sob o mesmo estandarte rutilante.”
 O capítulo se encerra com uma espécie de biografia do tio Salles, que em fevereiro de 1918 embarca de volta ao Ceará.
Capítulo IV: MORRO DO BARRO VERMELHO
Trata-se de um morro em São Cristóvão ao pé do qual se situa o colégio Pedro II. Nava começa o capítulo narrando a história desse tradicional colégio, onde ingressa a 4 de abril de 1916 (“Eu era o náufrago Pedro da Silva Nava, aluno 129, primeiro ano efetivo, quarta divisão do internato do Colégio Pedro II”) . Conta os trotes humilhantes a que são submetidos os calouros, levando-o, pela primeira vez na vida, a pensar em se matar, descreve o aprendizado sexual (“Com treze anos incompletos vim para o Pedro II e, ao fim de quinze dias dessa universidade intensiva, conquistei o diploma do terceiro grau de minha educação pornográfica”), os livrinhos pornográficos, a zona do meretrício (“Havia velhas hediondas e meninas de uma beleza radiante e apodrecida”), a “autogratificação” (masturbação). A narrativa de seus anos no Pedro II prosseguirá no terceiro volume de memórias, Chão de Ferro.